# Thatcherina
Thatcherina é um gênero de gastrópodes pertencente a família Raphitomidae.

## Espécies
- Thatcherina diazi Gracia & Vera-Peláez, 2004[2]